# O Herre Gud af Himmelrik, vi må det alle klaga
O Herre Gud af Himmelrik, vi må det alle klaga är en parafras av Psaltaren 12. Originalet författades på tyska Ach GOTT vom himmel, sich' darrein av Martin Luther. Enligt Högmarck är psalmen översatt av Laurentius Petri. Han skriver "THen Swenska är then Tyska mycket olik, doch af samma innehåll och lika monga wersar. Se om thenna Psalmen vti Anmerckningarna til Nr. 295." Psalmen har tonsatts av bland annat Bach.

## Publicerad i
- Swenske Songer eller wisor 1536 med titeln O herre gud aff himmelrijck, wij må thet alle clagha.[2]
- 1572 års psalmbok med titeln O HERRE Gudh i himmelrik/ Wij må thet alle klagha under rubriken "Någhra Davidz Psalmer".[3]
- Göteborgspsalmboken med inledningen O Herre Gudh aff Himmelrijk/ Wij må thet alle klaga under rubriken "Om Gudz Ord och Försambling".[4]
- 1695 års psalmbok som nr 31, 9 verser under rubriken '"Konung Davids Psalmer. Then 12 K. D. Psalm."